# Отношения между НАТО и Русия
Външнополитическите отношения Русия – НАТО са отношенията между военния съюз НАТО и Русия.
Сътрудничеството между Русия и НАТО започва през 1991 г. През 1992 г. Русия се присъединява към програмата Партньорство за мир. През 90-те години двете страни подписват няколко важни споразумения за сътрудничество
През 2002 г. е създаден Съвета Русия-НАТО, който да разглежда въпросите по сигурността и съвместни проекти.
Сътрудничеството между Русия и НАТО се развива в няколко основни сектора: борба с тероризма, военно сътрудничество, сътрудничество в Афганистан (включително транспортиране от страна на Русия на невоенни стоки на ИСАФ, и борба срещу производството на наркотици) индустриално сътрудничество, неразпространение на ядрени оръжия и други.
Дмитрий Рогозин е постоянният представител на Русия в НАТО.

## Ранно сътрудничество (1991 – 2002)
Официалните контакти и сътрудничество между Русия и НАТО започват през 1991 г. в рамките на Северноатлантическия съвет за сътрудничество (по-късно преименуван Евроатлантически съвет за партньорство) и се задълбочават когато Русия се присъединява към програмата Партньорство за мир на 22 юни 1994 г.
На срещата на НАТО в Париж на 27 май 1997 г. двете страни подписват Основополагащ договор за отношенията, сътрудничеството и сигурността, който очертава бъдещото сътрудничество между НАТО и Русия. И двете страни заявяват, че не се смятат за противници и имат политическия ангажимент да си сътрудничат в създаването на „дълготраен и всеобхватен“ мир в Евроатлантическата зона.
Съветът НАТО-Русия е създаден на 28 май 2002 г. на Срещата на върха между двете страни в Рим, той замества дотогавашния Постоянен съвместен съвет (създаден през 1997 г. Основополагащ акт между НАТО и Русия за взаимни отношения, съдействие и сигурност). Съветът е официалния дипломатически инструмент за разглеждане въпроси по сигурността и съвместни проекти между НАТО и Русия, включващи изграждане на съгласие, консултации, съвместни решения и действия.
„Съвместните решения и действия“, за които е постигнато споразумение на Съвета. На заседанията участват еднакъв брой представители от двете страни. Формата на срещата е „29 по равно“, което замества традиционния формат на организацията „NATO+1“. Решенията и мерките, които се взимат могат да бъдат приложени главно в Евроатлантическия регион.
Представителите на двете страни, обединяват националния интерес на страната, като се стремят да синхронизират и интересите си в областта на колективната сигурност. Те включват борба с тероризма, военно сътрудничество (съвместни военни занимания и обучение на персонал), сътрудничество относно Афганистан (Русия, съвместно с ООН, предоставя тренировъчни курсове за служители за борба с наркотиците в Афганистан и страните от Централна Азия), транспорт от страна на Русия на невоенен товар в подкрепа на ИСАФ в Афганистан, сътрудничество в областта на промишлеността, неразпространение на ядрени оръжия и други области.
Срещите между страните се провеждат под надзора на Генералния секретар на НАТО и се провежда поне веднъж в месеца. Нивото на съвещанията има дипломатически и военни аспекти. В него участват посланици, военни аташета, съветници по сигурността. Два пъти годишно заседават министрите на отбраната и външните работи.
Тъй като Русия и НАТО имат сходни амбиции и срещат общи предизвикателства, и двете страни смятат Съвета НАТО-Русия за ефективен при постигането на дипломатически споразумения между замесените страни. Държавните ръководители на страните от НАТО и Русия дават положителна оценка на постиженията на Съвета НАТО-Русия на Срещата на върха в Букурещ през април 2008 г., въпреки че и двете страни изразяват леко недоволство от липсата на конкретна същина на Съвета. През януари 2009 г. постоянният представител на Русия в НАТО Дмитрий Рогозин казва, че Съвета НАТО-Русия е „институция, където се провеждат ограничени дискусии“. Американски чиновник споделя това мнение, като заявява: „Вече искаме да изградим по-практическо сътрудничество в области, където могат да се постигнат резултати, вместо да настояваме за неща, които няма да се случат“.

## Конфликти на интереси

### Войната в Грузия и признаването на Южна Осетия и Абхазия
Отношенията между Русия и НАТО се влошават през лятото на 2008 г. поради действията на Грузия в Южна Осетия. Грузинците нямат вина в започването на конфликта. Те кръщават важна пътна артерия на името на американски президент. Това е характерно за Албания и Косово. Според Москва, този акт се смята за открита и категорична геополитическа ориентация. Южна Осетия е регион, който няма стратегическо или геополитическо значение. Сепаратистката република има по-малко от 4000 км2 площ. Не притежава природни богатства или ресурси. Този конфликт дава ясна представа за състоянието на армията на Русия и армията на Грузия. НАТО също има интерес в този конфликт, тъй като предоставя военен персонал за тренировка на грузинската армия. Освен това, се дават и изключително много пари за развитието на армията. В началото на войната Грузия разчита именно на НАТО и САЩ да се справят с руската армия чрез дипломатически инициативи. Това не се случва и след намесата на руската армия, страстите са жестоко охладени. Според много военни анализатори, този тип война е предварително загубен, само заради числеността на двете армии.
По-късно Северноатлантическият съвет осъжда Русия за това, че е признала южно осетинския и Абхазки региони на Грузия за независими страни. Генералният секретар на НАТО твърди, че признаването на Южна Осетия и Абхазия от страна на Русия нарушава голям брой резолюции на Съвета за сигурност на ООН, включително резолюции, подкрепени от Русия. На свой ред Русия настоява, че признаването е базирано въз основа на ситуацията на място и е в съответсвие с Хартата на Обединените нации, подписания през 1975 г. на Конференцията за сигурност и сътрудничество в Европа „Заключителен акт от Хелзинки“ и други фундаментални международни закони. Малко след конфликта започва да се говори за известно съживяване на Студената война. Въпреки че интересите не са идеологически, а стратегически и геополитически, много хора смятаха, че това би могло да стане реалност. По-скоро войната беше нагледен пример за това, че въпреки отсъствието на Русия в НАТО, мнението и трябва да се зачита, когато се говори до сфери на влияние в пост съветското пространство.
Отношенията стават още по-обтегнати, когато през май 2009 г. НАТО отстранява двама руски дипломати поради подозрения за шпионаж.
Единият дипломат се казва Василий Чижов, който е син на руския посланик в Европейския съюз, а другият е Виктор Кочуков. Следват критики по адрес на двамата дипломати от дипломатически служители на НАТО в Москва, като техния коментар е, че е недопустимо хора, с дипломатически рангове да бъдат обвинени в шпионаж. Този скандал се смята за втория трус след войната между Русия и Грузия през 2008 г. Кремъл обвинява НАТО в открита провокация и смята, че поканата на Украйна и Грузия за членство в НАТО няма да подобри отношенията на двете супер сили. НАТО критикува решението, което дава правомощия на Руската федерация да контролира границите на сепаратистките републики Южна Осетия и Абхазия. Това се смята за нарушение на международни споразумения за изтегляне на руски военни части от региона. Според дипломати на НАТО, двамата руски представители са използвали гостоприемството на пакта, за да събират разузнавателна информация. За НАТО това е грубо нарушение, още повече, че Русия е страна, която не е член на пакта.

### Бъдещи планове за разширяване на НАТО към Украйна и Грузия
Руското правителство вярва, че плановете за разширяване на НАТО към Украйна и Грузия може да повлияят негативно на Европейската сигурност. Русия, Украйна и Грузия имат дълги и дълбоки исторически, културни и икономически връзки и президентът на Русия Дмитрий Медведев заявява през 2008 г., че „никоя страна не би била щастлива от това, че военен блок към който не принадлежи, доближава границите ѝ“.
Според Генералния секретар на НАТО, Грузия се приближава все повече към членството си в организацията, тъй като активната помощ на грузинската армия в Афганистан не може да бъде пренебрегната. Мотивите на НАТО са разположените в Абхазия и Южна Осетия ракетни установки и скорошния строеж на база за хеликоптери. Очаква се и строежа на военноморската база „Лазики“, която ще бъде на Черно море.

### Противоракетна отбрана на НАТО в Европа
Отбраната на НАТО за междуконтинентални ракети придобива изключителна важност. Поддържането на такъв тип защита изисква огромен ресурс по отношение на техника, персонал и територии. Още през 90-те години на 20 век, НАТО „работи“ по проект за защита от балистични ракети, като превантивна мярка от все още голямата заплаха от ядрени удари.
Програмата включва няколко основни компонента за успешното изпълнение и функциониране на проекта за защита.
1. Активна система за наслагване и прихващане на балистични ракети – целта е да се защитават съюзниците на НАТО, там където те са разположени. Системата предоставя защита срещу ракети с обхват до 3000 км. Завършен, комплексът ще предоставя комуникационни линии, обновяващи се карти за региони, които представляват риск и могат да станат цел. През 2005 г. Северноатлантическия съвет, предоставя структура за контрол на комплексите. за първи път системата се използва през 2010 г., като е трябвало да се прецени дали системата може да работи в реално изиграни сценарии с нападения.
2. Противоракетна защита за европейските територии на НАТО и стратегическите обекти, техника и население – системата предоставя защита на военни и цивилни обекти на територията на Европа. Целта е запазване на европейското командване на американската армия от въздушни атаки. Системата за защита има комплекси за контраатака, радарни системи, които следят въздушното движение около стратегическите обекти.
3. Съвместна ракетна защита с Русия – през 2003 г. в рамките на Съвета на НАТО-Русия, е разработен проект за съвместна противоракетна защита. Тя представлява система, която е обвързана с руски сателити, предоставящи информация на противоракетните комплекси в Европа и Азия. Изготвено е споразумение между НАТО и Русия, което има за цел да предпазва Руската федерация и НАТО от трети страни. Първия тест на системата е направен през 2012 г., като резултатите са повече от задоволителни. Това е голям успех за двете страни що се отнася до противоракетната отбрана.
Руското правителство твърди, че предложената от САЩ противоракетна отбранителна система в Полша и Чехия може да застраши собствените му защитни системи. Командирът на Космически войски на Руската федерация Генерал-полковник Владимир Поповкин заявява през 2007 г., че „Траекториите на Ирански или Корейски ракети едва ли биха минали близо до територията на Чехия. Но всяко възможно изстрелване на руска междуконтинентална балистична ракета от територията на Европейска Русия или от Руския Северен Флот би било контролирано от радарната станция“.

## Арктика
През последните години Арктическия регион търпи климатични промени. След като климата е по-мек, това отваря нови възможности на големите световни сили за транспорт и добив на ресурси. през 2010 г. Сибирското отделение на Руската академия на науките представя доклад, в който се твърди, че Арктика разполага с огромни ресурси. Там са намерени енергоносители, които са еквивалент на около 90 млрд. тона петрол и 250 трилиона м.3 природен газ.
Ако се направи съпоставка, в Атлантическия океан ресурсите се изчисляват приблизително на около 10 млрд. тона петрол и около 70 млрд. м.3 природен газ. Освен петрол и газ, Арктика има големи залежи на метали и други полезни изкопаеми като никел, кобалт, злато, въглища, уран, сребро. Най-големия плюс на региона е питейната вода, която на практика е неизчерпаема. Този регион представлява изключителен интерес за най-развитите страни като САЩ, Канада, Норвегия и Русия. Именно тогава НАТО започва да се притеснява, че интереса на Русия е прекалено голям и не е изключена милитаризация на определени територии. През 2010 г. руският външен министър Сергей Лавров повдига въпроса за Арктика. Той смята, че НАТО няма право да се намесва в спора между страните и те трябва да изгладят различията си по силата на международното право. Близкия изток е прекалено нестабилен, за да се говори за бъдещи доставки на ресурси. Това прави Арктика още по-желана от световните лидери. Все по-често се говори за провеждането на преговори по въпроса с Арктика. Русия се оказва в много изгодна позиция, тя е в положение, че може да доставя необходимите енергоносители на Европейския съюз. Президентът Путин официално споменава за стратегията, касаеща Арктика през 2014 г. Той залага на силов подход, като там ще се разполагат военноморски плавателни съдове. За Русия опазването на тази част от земното кълбо е един от националните приоритети. през 2014 г. ще започне и обновяването на военната база в Новосибирския архипелаг. През септември, руското правителство призна за постоянното военно присъствие по северната си граница. Тези действия показват големия интерес на Русия към ресурсите на север. 

## Становище на Генералния секретар на НАТО
В реч от септември 2009 г. Генералният секретар на НАТО Андерс Фог Расмусен заявява, че НАТО и Русия ще си сътрудничат по въпроси като борбата с тероризма и неразпространението на Оръжия за масово поразяване. Така НАТО ще продължи политиката си на „отворени врати“:
| „ | Не вярвам, че разширяването на НАТО и Европейския съюз е създало проблеми за сигурността на Русия. Напротив: По-стабилна и просперираща Европа в действителност допринася за сигурността на Русия. Също трябва да сме реалисти като признаем, че НАТО ще продължи своята политика на отворени врати – не заради някакво намерение да „заградим“ или да маргинализираме Русия, а защото уважението към териториалната цялост и правото на всяка суверенна държава свободно да избере политиката си на сигурност и присъединяване са фундаментални ако Европа иска да бъде наистина „единна и свободна“ | “ |

На 01.02.2014 г. Генералният секретар на НАТО Андерс Фог Расмусен официално дава позицията на НАТО по отношение на защитата на Русия. През 2010 г. двете страни се съгласяват да поддържат близки отношения в сферата на международната сигурност, но според Генералния секретар има области, които са прекалено далече от консенсус. Той се аргументира с разгръщането на нападателни оръжейни комплекси на територията на Беларус, поставяне на антиракетна защита в Калининград, засилване на военното присъствие в Арктика. Андерс Фог Расмусен е категоричен, че епохата на идеологическо разделение е отминала и не трябва да се поглежда назад, към нея. Има проекти, които да сближат пакта и Русия с ОССЕ, което ще засили сигурността на територията на Европа. Според Генералния секретар, Русия няма основание да разполага отбранителни комплекси с голям обхват, въпреки отказа на НАТО да премахне ядрените си оръжия, намиращи се на територията на Европа. Ако това не се случи, няма да има преговори по една от най-важните точки, които са заложени в основата на стабилното развитие на отношенията между Русия и НАТО. 

## Съвременни отношения
Въпреки че постоянно са в противоречие, през декември 2009 г. НАТО се обръща към Русия за помощ в Афганистан, като иска разрешение алиансът да пренася самолетен товар (възможно включващ военен такъв) през територията на Русия до Афганистан, и също така иска Русия да предостави още хеликоптери на афганистанските военни сили. Русия отхвърля тези искания, но продължава да разрешава преноса на невоенни припаси през територията си.
През април 2009 г. полският външен министър Радослав Сикорски предлага включването на Русия в НАТО. През март 2010 г. това предложение бива повторено в отворено писмо, подписано също така от германските експерти по отбраната Генерал Клаус Науман, Франк Елбе, Улрих Вайсер и бившия германски министър на отбраната Фолкер Рюе. В писмото се споменава, че Русия е нужна в зората на един многополярен свят, за да може НАТО да неутрализира надигащите се Азиатски сили.
Русия обаче дава ясно да се разбере, че не планира да се присъедини към алианса, като предпочита да поддържа сътрудничество на по-ниско ниво. Постоянният представител на Русия в НАТО Дмитрий Рогозин е цитиран да казва: „Великите сили не се присъединяват към коалиции, те създават коалиции. Русия смята себе си за велика сила.“, макар да казва, че Русия не изключва членство в определен момент от бъдещето.
През 2012 г. и 2013 г. отношенията между Русия и НАТО търпят промени в позитивен аспект. През 2012 г. Русия изпраща новия постоянен официален представител в НАТО. Александър Грушко е дипломат с голям опит, бил е заместник-министър на външните работи. Малко по-рано през 2008 г. посланик на Русия в НАТО е Дмитрий Рогозин, който е много националистически настроен. НАТО трябваше да разбере, че преговорите нямаше да са с големи загуби за Русия. По време на мандата си отношенията между двете страни се поддържат напрегнати. В дълготраен аспект, това би могло да окаже негативно влияние върху дипломацията и дори остра дипломатическа конфронтация.
През февруари 2013 г. за държавен секретар на САЩ е посочен Джон Кери. Той използва либерални подходи и инициативи, които са насочени към Русия и Иран. Въпреки, либералните си намерения Джон Кери и Сергей Лавров, не успяват да постигнат съгласие по някои основни въпроси касаещи международните отношения и международната сигурност.
Това е разбираемо, тъй като двете страни са имали коренно различни идеологии и всяка от тях иска да премине към положение на нов световен лидер. Някои анализатори смятат, че различията могат да влошат отношенията между Русия и НАТО. Освен срещата на двамата политици, през 2012 г. в Русия има президентски избори. Тогава Владимир Путин печели пореден мандат и малко по-късно Министерството на външните работи публикува официално новата стратегия за външна политика на Русия.
Тя е умерена и предпазлива, като се уважава наличието на международно право, членство в международни организации.